# Пухівський заказник
Пухівський заказник — лісовий заказник місцевого значення в Україні. Розташований на території Поліського району Київської області, в межах зони відчуження ЧАЕС, Державного спеціалізованого комплексного підприємства «Чорнобильська Пуща», Зеленополянське лісництво, кв. 78, вид. 5, 8. 
Площа заказника — 13,9 га, створений у 1972 році. 
Заказник є дуже цінною територією із 160-річними дубами та мальовничими галявинами, характерними для Полісся. 